# Golf von Thailand

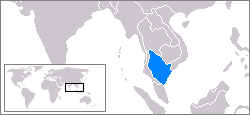
Lage des Golfs von Thailand

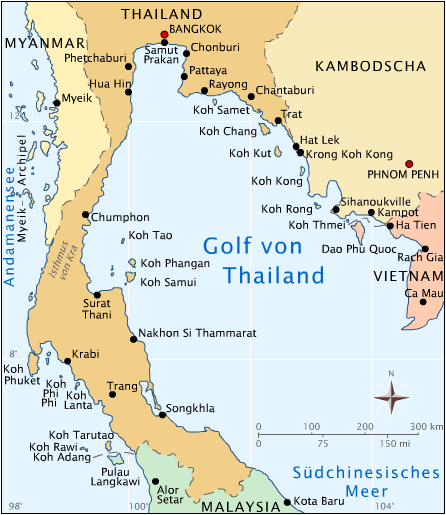
Karte des Golfs

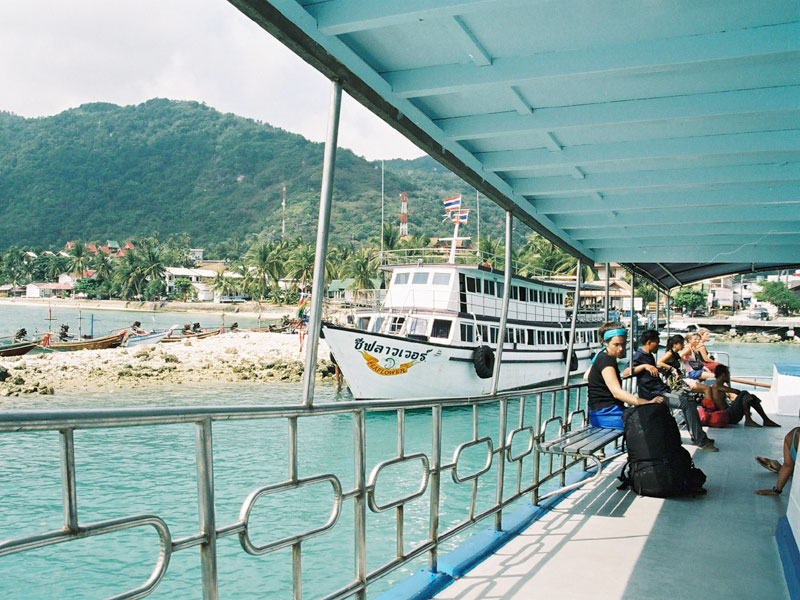
Fährschiffe vor Haad Rin, Ko Pha-ngan

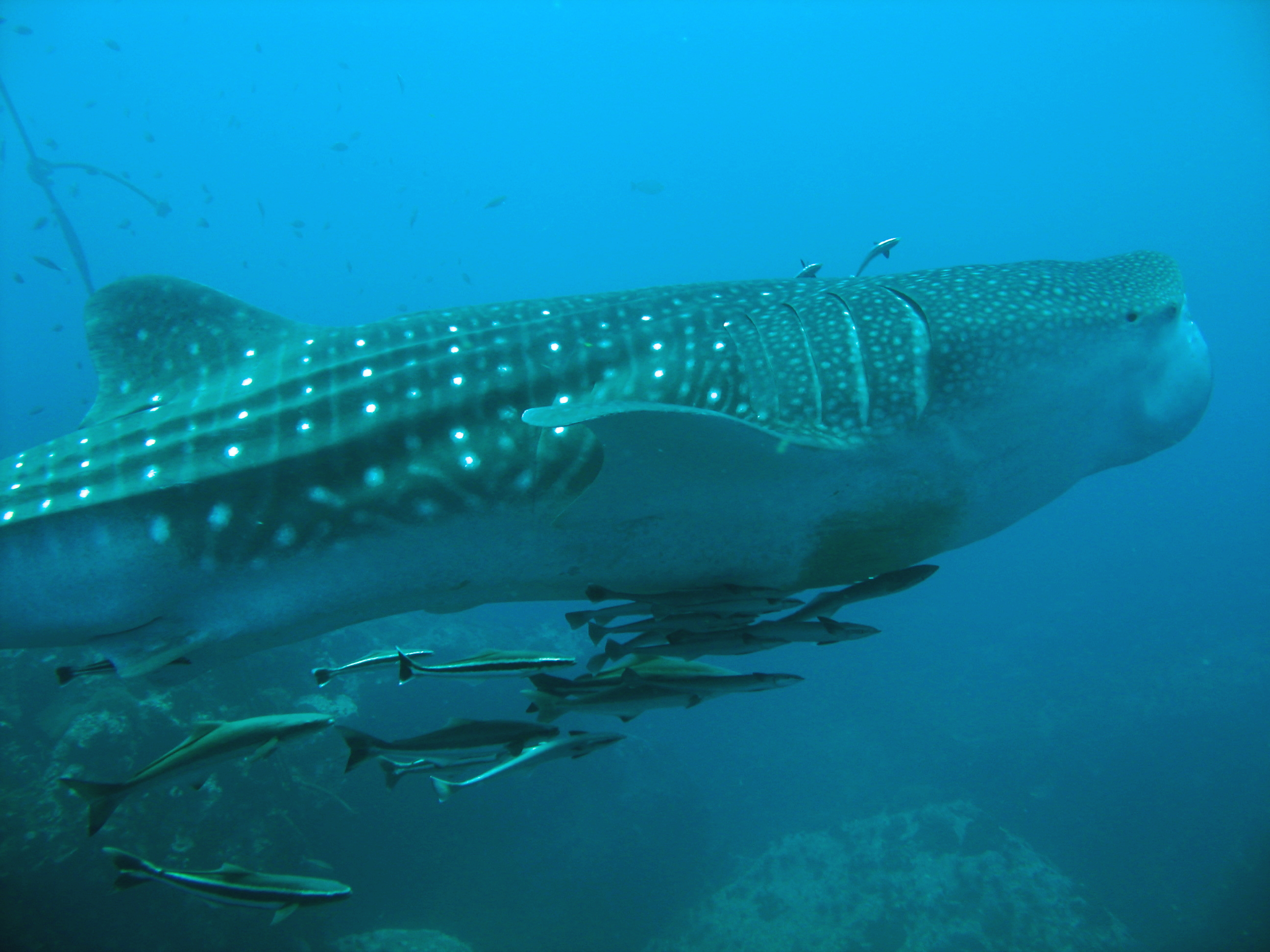
Walhai im Golf von Thailand

Der Golf von Thailand (Thai: อ่าวไทย – Ao Thai, ehemals Golf von Siam) ist ein Randmeer des Pazifischen Ozeans, das im Westen und Norden von der etwa 2600 Kilometer langen Küste Thailands, im Südwesten von Malaysia sowie im Osten von Kambodscha und Vietnam umschlossen wird. Im Süden grenzt es an das Südchinesische Meer.

## Geographie und Ökologie
Der Golf trennt die östliche Indochinesische von der Malaiischen Halbinsel im Westen. Die Küstenlinie verläuft von Kap Bai Bung in Vietnam im Osten bis zum Ostufer der Mündung des Sungai Kelantan in Kota Bahru (Malaysia) im Südwesten. Im Süden geht der Golf von Thailand in das Südchinesische Meer über und hat damit eine Ausdehnung von etwa 750 km × 570 Kilometer, bei einer Fläche von rund 320.000 km².
In der am nördlichen Ende des Golfes gelegenen Bucht von Bangkok münden die Flüsse Mae Nam Chao Phraya (mit dem Nebenarm Tha Chin) und der Mae Nam Mae Klong  in das Meer. Ein weiterer Zufluss ist der Mae Nam Tapi, der in der Bucht von Bandon bei Surat Thani in den Golf mündet.
Durch die fortgesetzte Sedimentbildung des Chao Phraya schiebt sich die Küste Zentral-Thailands immer weiter nach Süden vor. Zehn bis 20 Kilometer vor der Küste beträgt die Wassertiefe erst elf Meter. Die durchschnittliche Tiefe des Golfs beträgt nur 45 Meter, die tiefste Stelle liegt bei 80 Metern. Während des Höhepunkts der letzten Eiszeit lag der Golf weitgehend über dem Meeresspiegel und bildete eine Verlängerung der heutigen Tiefebene des Chao Phraya in Zentralthailand.
Zugleich ist beispielsweise in Thailand eine ausgeprägte Küstenerosion festzustellen:
| Provinz                                              | Küstenlänge | gefährdet | gefährdet |
| Prachuap Khiri Khan                                  | 190 km      | 43 km     | 23 %      |
| Nakhon Si Thammarat                                  | 190 km      | 112 km    | 59 %      |
| Chumphon                                             | 185 km      | 16,8 km   | 9 %       |
| Trat                                                 | 180 km      | 9,8 km    | 5 %       |
| Songkhla                                             | 150 km      | 42,5 km   | 28 %      |
| Surat Thani                                          | 135 km      | 23,5 km   | 17 %      |
| Pattani                                              | 120 km      | 23,5 km   | 20 %      |
| Rayong                                               | 95 km       | 25,8 km   | 27 %      |
| Chonburi                                             | 81 km       | 9,4 km    | 12 %      |
| Chanthaburi                                          | 80 km       | 4,6 km    | 6 %       |
| Phetchaburi                                          | 75 km       | 36,5 km   | 49 %      |
| Narathiwat                                           | 50 km       | 38,5 km   | 77 %      |
| Samut Prakan                                         | 45 km       | 30 km     | 67 %      |
| Samut Sakhon                                         | 36 km       | 31 km     | 86 %      |
| Samut Songkhram                                      | 20 km       | 6,5 km    | 33 %      |
| Chachoengsao                                         | 15 km       | 9 km      | 60 %      |
| Bangkok                                              | 5,5 km      | 5,5 km    | 100 %     |
| Vergleichswerte thail. Provinzen an der Andamanensee |             |           |           |
| Phang-nga                                            | 216 km      | 28 km     | 13 %      |
| Phuket                                               | 185 km      | 4,6 km    | 2 %       |
| Satun                                                | 168 km      | 15 km     | 9 %       |
| Krabi                                                | 160 km      | 17 km     | 11 %      |
| Trang                                                | 150 km      | 22,6 km   | 15 %      |
| Ranong                                               | 135 km      | 26,5 km   | 20 %      |
| gesamt                                               | 2666,5 km   | 561,6 km  | 22 %      |

Die Strömung innerhalb des Golfs ist sehr langsam, was zu einer starken Sedimentation und, in Kombination mit dem starken Zufluss von Süßwasser, einem mit 3,05–3,25 % relativ niedrigen Salzgehalt des Meerwassers führt (Pazifik: 3,45 %). Nur in größeren Tiefen strömt salzreicheres Wasser aus dem Südchinesischen Meer in den Golf und sammelt sich in Tiefen unter 50 m.
Das warme Wasser dieses tropischen Meeres begünstigte an vielen Orten die Entstehung von Korallenriffen. Doch auch hier werden die Riffe durch die globale Erwärmung und zu hohe Wassertemperaturen bedroht. Die Korallenbleiche breitet sich aus und gefährdet den Tourismus ebenso wie den Fischfang.
Vor den Küsten des Festlands liegen viele Inseln, beispielsweise Ko Samui, Kaôh Kŏng oder Phú Quốc.

## Wirtschaft

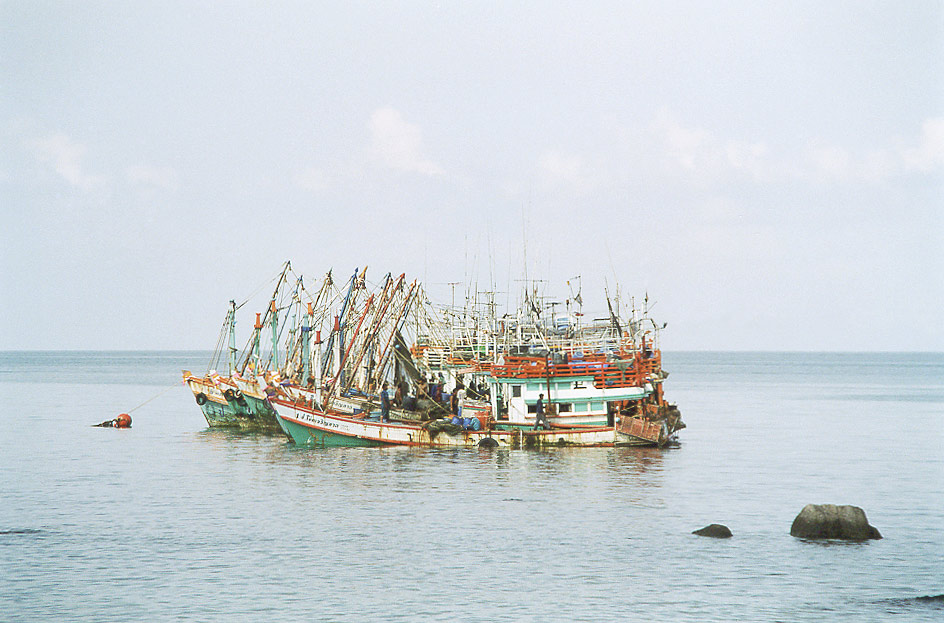
Traditionelle Fischerboote vor Ko Tao

Wirtschaftlich ist der Golf vor allem als das größte Fischereigebiet Thailands von Bedeutung. Daneben gibt es auch kleinere Öl- und etwas ergiebigere Erdgasvorkommen. Seit der zweiten Hälfte des 20. Jahrhunderts gewinnt der Tourismus in der Bucht von Bangkok zunehmend an Bedeutung und ist heute in einigen Regionen bereits der wichtigste Wirtschaftszweig. Schon in den 1970er und 1980er Jahren wuchs Pattaya (Thailand, südöstlich von Bangkok) von einem kleinen Fischerdorf zu einem Zentrum des internationalen Tourismus heran, mit allen Nebenerscheinungen und Fehlentwicklungen des Massentourismus wie „Hotelburgen“ oder Sextourismus. Ein weiteres „Urlaubsparadies“ ist die Insel Ko Samui, wo ein etwas anderer, sanfterer Weg der Erschließung versucht wird. Für Taucher ist die kleine Insel Ko Tao, unweit Samui, von besonderem Interesse, die durch ihren Fischreichtum und die gut erhaltenen Korallenbänke als einer der schönsten und reichhaltigsten Tauchplätze im Golf von Thailand gilt. Die thailändischen Tiefseehäfen Laem Chabang und Map Ta Phut befinden sich am Golf von Thailand.